# Selfie

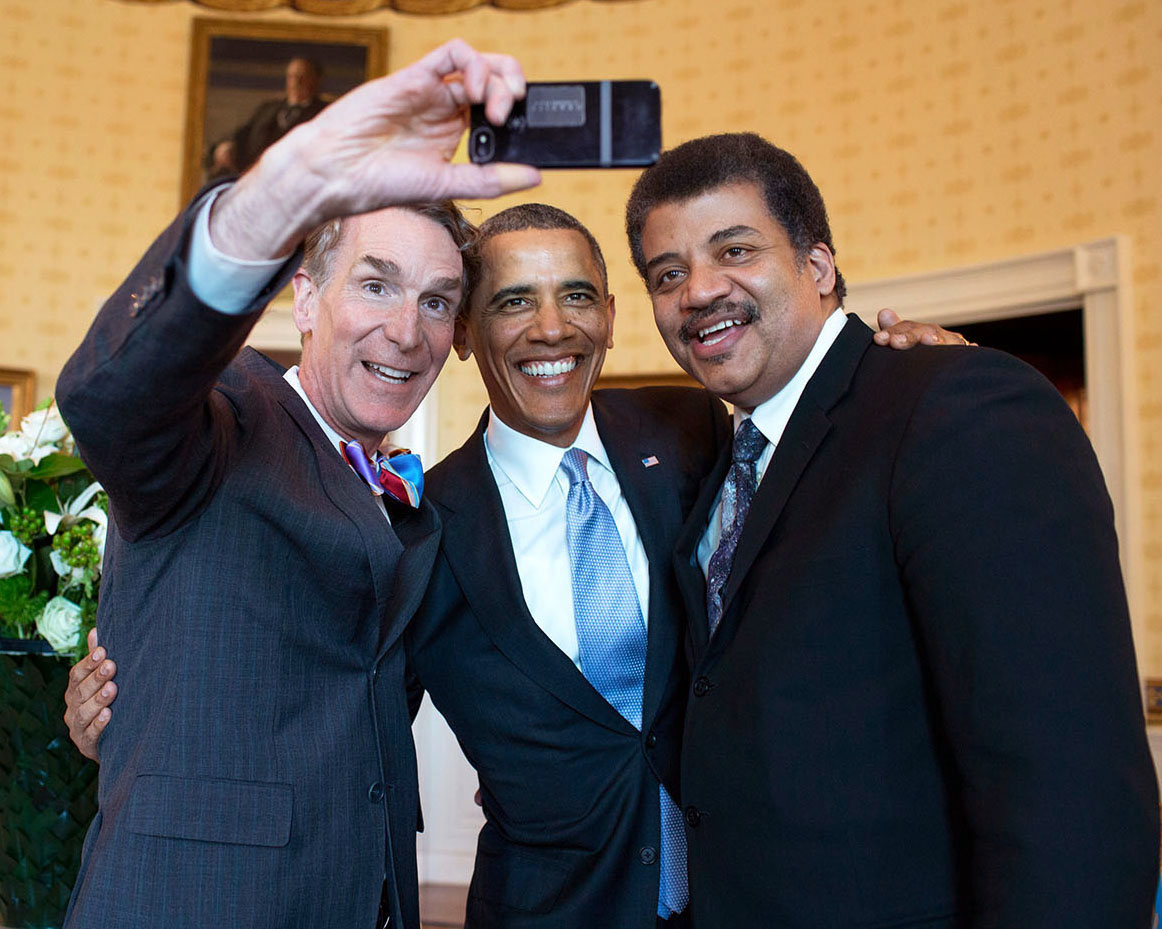
Bill Nye, Barack Obama e Neil deGrasse Tyson nel 2014

Il selfie (termine derivato dall'inglese self-portrait photograph, ovvero "autoritratto fotografico") è un autoritratto realizzato attraverso una fotocamera digitale compatta o di uno smartphone, un tablet o tramite una webcam, puntata verso sé stessi o verso uno specchio che riflette la nostra immagine, che poi viene condiviso sui social network.
Proprio questa dimensione social e l'assenza di peculiarità o intenzioni artistiche distinguono il selfie dall'autoritratto fotografico.

## Storia

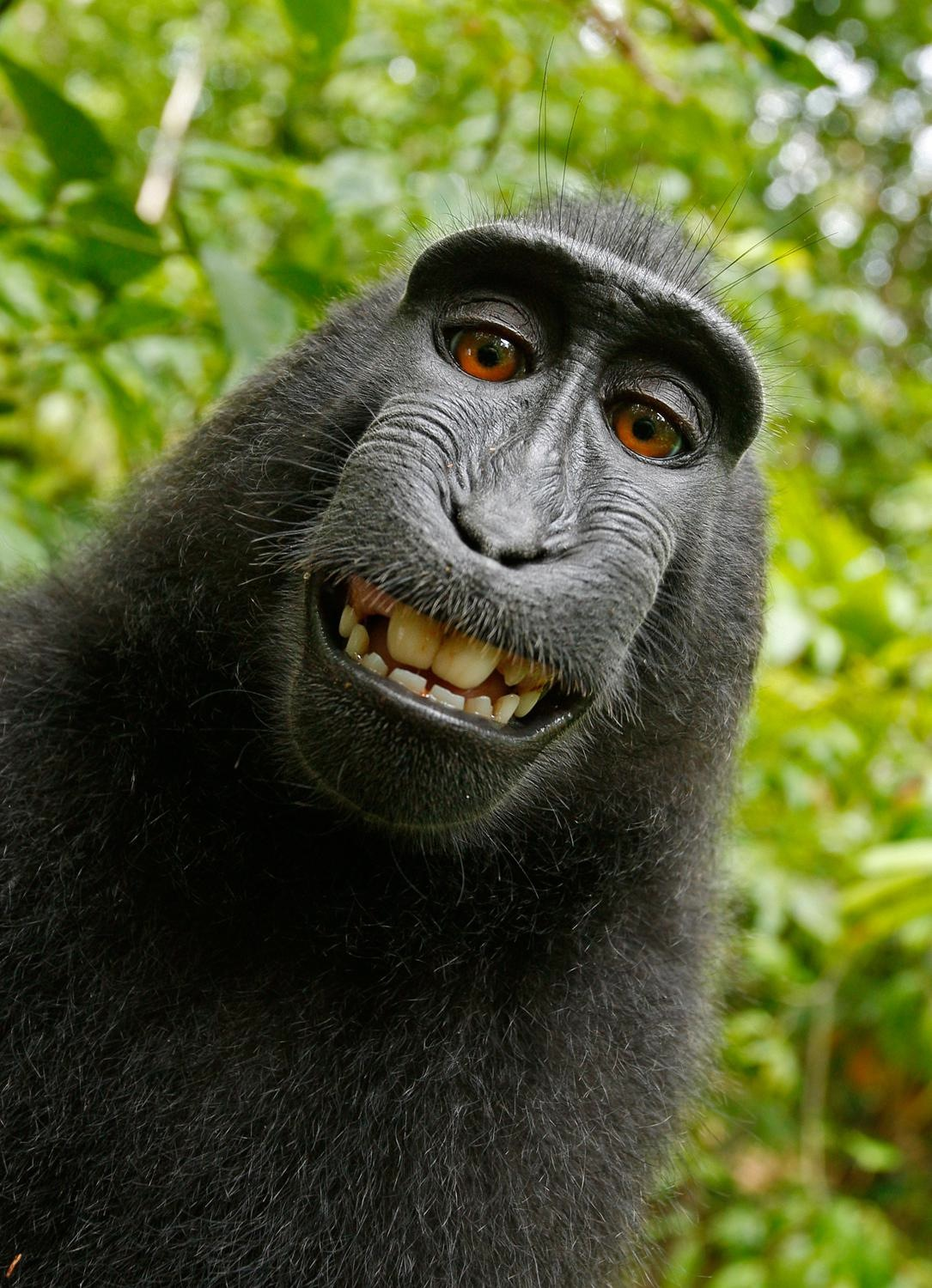
Selfie di un macaco impadronitosi di una apparecchiatura fotografica

### Diffusione
La nascita del selfie, come fenomeno di costume dotato di sue peculiarità rispetto al tradizionale autoscatto amatoriale praticato anche ai tempi della fotografia analogica, è legato al diffondersi, nei primi anni duemila, della fotografia digitale e delle reti sociali. Questa dinamica è stata preponderante soprattutto nella generazione dei cosiddetti millenial, gli utenti più giovani dei social media.
La tecnologia digitale ha infatti contribuito a rendere più agevoli gli autoscatti, grazie alla possibilità di usare lo schermo a cristalli liquidi invece che il mirino e all'introduzione della fotocamera frontale nell'iPhone 4 da parte della Apple nel 2010. Sul fronte delle reti sociali, tra il 2006 e il 2010, My Space richiedeva agli iscritti di pubblicare una fotografia di se stessi, tanto che scatti di questo tipo cominciarono a divenire noti come «MySpace pics» (dove «pics» è l'abbreviazione di «pictures»).
Negli anni del dominio di Facebook nel panorama delle reti sociali il selfie, in precedenza abitualmente scattato in solitudine, si è reso autonomo dall'originaria funzione di realizzazione di un'immagine del profilo e si è evoluto rimanendo comunque funzionale al nuovo ruolo che le reti sociali hanno assunto. In primo luogo l'enfasi posta sulla descrizione della propria vita sulle reti sociali ha reso infatti la documentazione fotografica una parte indissolubile di tale narrazione: le immagini vengono scattate in numerosissime circostanze e il social network non è che lo strumento comunicativo per la loro diffusione fra amici e conoscenti. In secondo luogo l'attenzione alla dimensione sociale degli iscritti e il loro essere al centro di una rete di amicizie e conoscenze ha portato alla rapida diffusione dell'abitudine al selfie di gruppo.

### Fenomeno globale

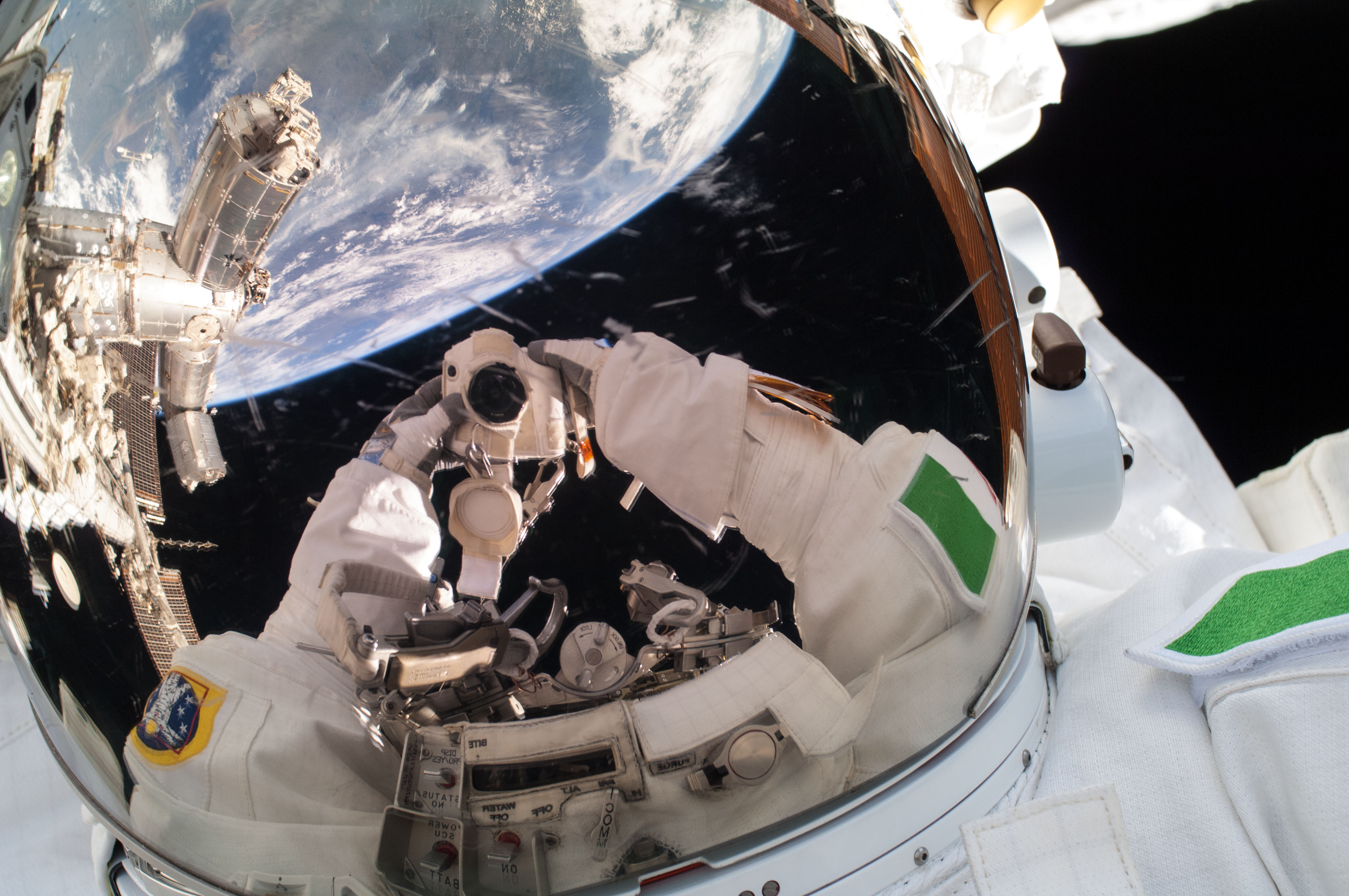
Selfie nello spazio dell'astronauta Luca Parmitano, puntando la fotocamera verso la visiera, con riflesso a specchio, del suo casco

L'abitudine di scattare selfie è enormemente aumentata, anche sull'esempio di molti personaggi dello spettacolo. I selfie si sono quindi progressivamente diffusi a livello di massa anche fuori dai tradizionali media sociali.
Nel 2013, con il patrocinio del Museum of Modern Art, si è tenuta a New York la mostra Art in Translation: Selfie, The 20/20 Experience, nella quale i visitatori hanno potuto usufruire di una fotocamera digitale per fotografare sé stessi in un grande specchio.
L'immagine che ritraeva intenti a scattarsi un selfie ai funerali di Nelson Mandela nel dicembre 2013 il presidente Barack Obama, la premier danese Helle Thorning-Schmidt e il primo ministro britannico David Cameron è stata diffusa sui principali quotidiani ed ha generato un dibattito su un tale gesto da parte di figure istituzionali a un evento pubblico.
A questa pochi mesi dopo è seguita la foto di gruppo di Ellen DeGeneres ai Premi Oscar 2014, divenuta una delle più retwittate di tutti i tempi.

## Uso del termine
È probabile che il primo utilizzo del termine «selfie» sia avvenuto nel 2002 in un post nel forum australiano ABC. Se ne registrò l'uso in un altro blog australiano l'anno successivo e il vocabolo comparve a partire 2004 nel sito Flickr; per anni tuttavia non conobbe particolare diffusione e si alternò con la variante «selfy». I primi utilizzi in Australia e la prevalenza del suffisso diminutivo «-ie» sarebbero dunque una conferma della nascita del termine in quel Paese. Ad ogni modo, la maggior diffusione all'interno della lingua inglese e l'uso internazionale si ebbero solo a partire dal 2012.
Nell'agosto 2013 il termine è stato definito dall'Oxford English Dictionary come «Una fotografia di sé stessi, tipicamente ripresa con uno smartphone o una webcam e caricata su un social network», e nel novembre dello stesso anno il medesimo dizionario l'ha considerato "parola dell'anno".
Nell'ottobre del 2014, il vocabolario Zingarelli ha preso atto dell'ingresso del vocabolo nella lingua italiana.

## Modalità esecutive
Le immagini sono scattate sia con la fotocamera tenuta a braccio teso, sfruttando la focale grandangolare, sia utilizzando uno specchio. A volte vengono utilizzati accessori con appositi supporti per reggere la fotocamera, come treppiedi appoggiati a terra o bacchette porta-telefono telescopiche appositamente progettate, da tenere in mano.

### Asta per selfie

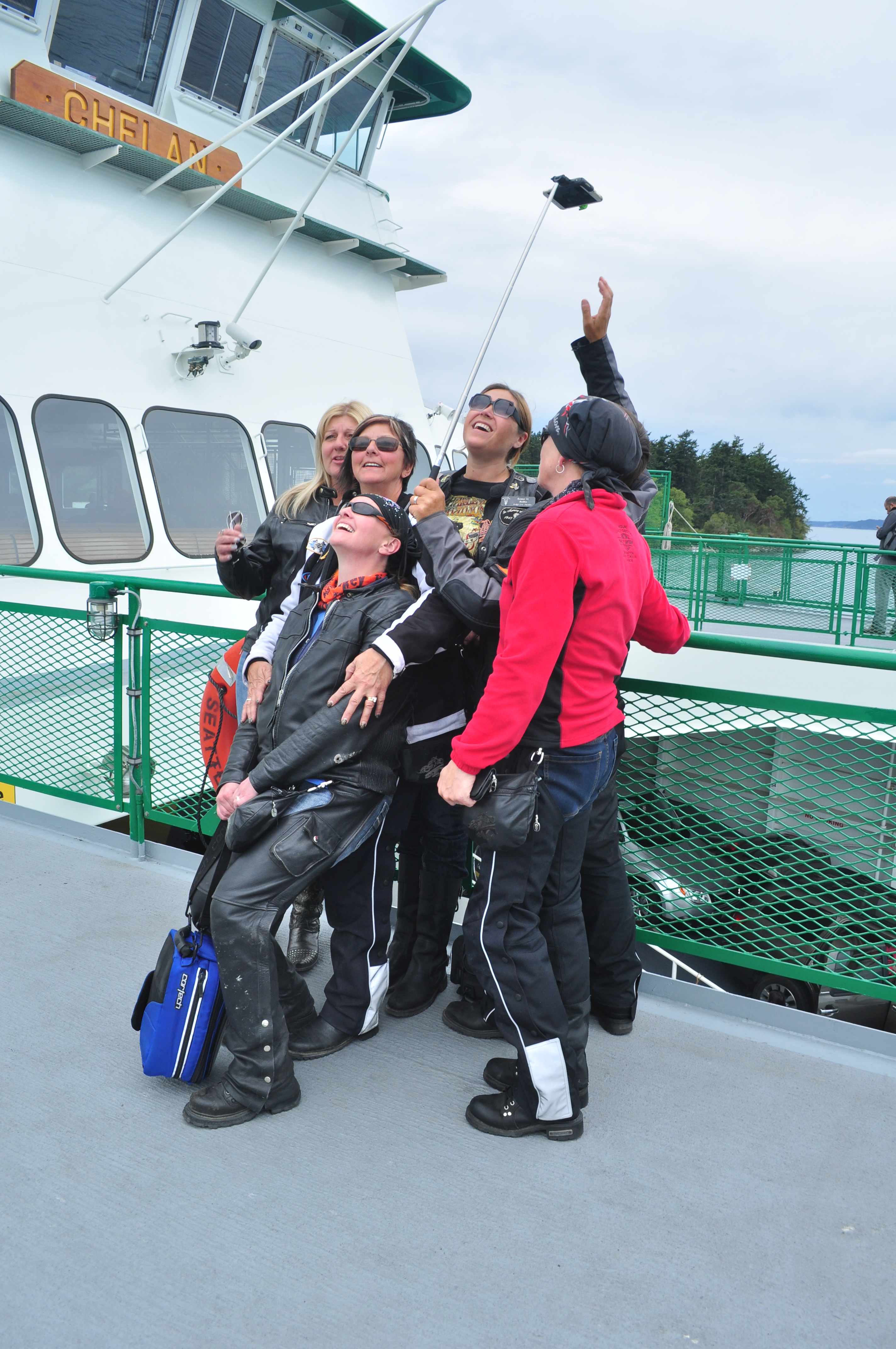
Persone in posa per un selfie di gruppo fatto utilizzando una apposita asta

L'asta per selfie è un accessorio costituito da un monopiede e da un supporto per la fotocamera o lo smartphone. Induce a stare indietro e quindi fornisce un angolo di ripresa diversa per questi scatti. La sua creazione sembra datata 2005, con il deposito di un brevetto da parte di un canadese che, secondo alcune fonti, sarebbe originario del Giappone negli anni ottanta. Ha poi conosciuto il successo in Asia, in particolare nella Corea del Sud, regolando la sua commercializzazione come dispositivo di telecomunicazione.
In alcuni musei le aste per selfie sono state vietate per il disturbo che il loro utilizzo può causare ad altri visitatori o per il rischio di danneggiare le opere esposte.
È stata per esempio vietata in Francia, nel Museo d'Orsay e alla Reggia di Versailles; negli Stati Uniti, al MOMA, al Guggenheim, al Getty Center e allo Smithsonian; in Gran Bretagna alla National Gallery; in Italia agli Uffizi.

## Aspetti psicologici
(Vittorio Sgarbi)
Secondo alcuni critici il ricorso massiccio ai selfie è un fenomeno tipicamente narcisistico, un atto di autoindulgenza correlato talvolta a una bassa autostima, con il quale si cerca un'autoaffermazione in un ambito della cui superficialità si è comunque coscienti. 
L’individuo, per fronteggiare le sue sensazioni di ansia e di tensione provocate dalla precarietà e l’incertezza della società contemporanea, è come se ricercasse nel narcisismo una sua continua approvazione da parte del prossimo. La presentazione del sé tramite i selfie è solo un sintomo della società narcisistica odierna che l’individuo sfrutta come strumento di difesa per le sue insicurezze quotidiane della vita reale, anzitutto prendendosi cura del proprio sé. Inoltre, tramite alcune pratiche mediali (blogging, autoscatto, self-tracking …) l’individuo cerca di comprendere meglio sé stesso, migliorarsi e di parlare di sé agli altri.

Con l’autoscatto si assiste ad un tipo di pratica introspettiva in cui gli individui mettono in mostra il proprio capitale corporeo (le caratteristiche fisiche) e tutte le sue modifiche/trasformazioni connesse, tenendo sempre presente l’opinione del pubblico e le regole insite in ogni dispositivo digitale. Le fotografie, essendo una modalità di autorappresentazione, non si limitano solo alla dinamica automigliorativa del soggetto, ma anche a quella relazionale/sociale tramite la condivisione online delle foto di gruppo. Con l’evoluzione dei social network anche la moda dei selfie ha subito un cambiamento progressivo nel corso degli anni; infatti se inizialmente il selfie era scattato in solitudine adesso ha assunto un significato di narrazione e di condivisione con la propria rete sociale di amici e conoscenti. Tale cambio di prospettiva si può riscontrare in modo evidente nello scatto degli usie (i selfie di gruppo).

### La sindrome dei selfie
L’ossessione dei selfie è una pratica che si è diffusa negli ultimi anni globalmente tanto da essere oggetto di discussione tra gli psicologi e gli psichiatri per capire se fosse il caso di identificarla come una vera e propria malattia ossessivo-compulsiva. La responsabilità di questa compulsione non sarebbe da attribuire allo smartphone o ai selfie stessi bensì ai social network. È in queste piattaforme che vi è la smania di condividere le foto accuratamente modificate unicamente per essere giudicate e mostrate al proprio pubblico di amici virtuali; i social sono diventati il nostro specchio sociale. 

Fare i selfie sarebbe quindi necessario per dare una definizione e una collocazione pubblica della propria identità reale/virtuale attraverso un racconto di sé e di autoaffermazione. 
Uno dei risvolti patologici sarebbe da collocare, ad esempio, nell’idea dell’ossessione dei selfie come dismorfismo corporeo.
Il dismorfismo corporeo è un disturbo psicologico, proprio della nostra società fondata sull’apparire e sull’immagine di sé, che provoca in alcuni individui una continua insoddisfazione del proprio apparire; si crea nell’individuo una convinzione di avere dei difetti immaginari, attinenti al proprio aspetto fisico, tanto da diventare un incubo e un’ossessione frequente, che oggi con i social network si cerca di superare con la continua pubblicazione dei selfie. 

Nel 2014 Danny Bowman, un ragazzo diciannovenne di Newcastle, ha tentato il suicidio proprio a causa della sua ossessione dei selfie e della sua concezione di sé dismorfica come è stato spiegato da lui stesso in una sua intervista al Daily Mail, in cui ha raccontato la sua storia. Aveva abbandonato la scuola per sei mesi e si era totalmente rinchiuso e isolato in casa con il solo obbiettivo di scattarsi il selfie perfetto fino a farsi anche 200 foto al giorno. L’origine di questa sua ossessione sarebbe da attribuire anche ai commenti negativi ricevuti su Facebook e alle critiche sul suo aspetto fisico ad un casting per modelli qualche anno prima. 

Secondo uno studio americano dell’Università dell’Ohio condotto su un campione di 800 uomini, tra i 18 e 40 anni, l’ossessione dei selfie sarebbe da ricollegare al narcisismo patologico e ad alcune psicopatologie dell’individuo. È stata identificata una “triade oscura” (the dark triad), che implicherebbe delle connotazioni negative nelle interazioni con gli altri individui; farebbe riferimento soprattutto all’oggettivizzazione del sé lungo tre linee direttrici: narcisismo (inteso come estrema focalizzazione e visione grandiosa di sé stessi), impulsività psicopatologica con disinteressamento verso il prossimo, machiavellismo (inteso come manipolazione degli altri senza alcun riguardo delle necessità altrui).
Lo studio dei profili presi in considerazione aveva lo scopo di trovare le caratteristiche che accomunavano questi uomini nella pubblicazione dei selfie (modificati con i filtri e le apposite applicazioni di fotoritocco) sulle varie piattaforme web (Facebook, Instagram e Twitter). Tramite un primo questionario i ricercatori hanno provato a comprendere quale rapporto intercorresse tra: selfie, numero di pubblicazioni, manipolazione della foto originale e aspettative del tipo di feedback da parte dei propri amici/follower. Il secondo questionario invece si concentrava su: livello di autostima, narcisismo, oggettivazione di sé (nel caso in cui la propria apparenza fosse di assoluta priorità) e misurazione dei livelli psicopatologici nel comportamento antisociale.
È stato rilevato che il narcisismo è correlato positivamente con i più alti livelli di amor proprio e della propria immagine e anche con il maggior numero di selfie pubblicati sui social. Il fotoritocco dei selfie non sarebbe una psicopatia (costituita da comportamenti impulsivi immediati), ma semplicemente un atto narcisistico sapientemente calcolato che intrinsecamente evidenzierebbe l’insicurezza di sé e della propria immagine. 

Un altro recente studio aveva come obbiettivo principale quello di identificare la relazione tra la sindrome dei selfie e la necessità di apprezzamento. Il grado di reciproco apprezzamento (commenti e “mi piace”) è maggiore per le donne rispetto agli uomini; ossia i selfie delle donne producono un maggior impatto e risposte in confronto agli uomini. 
I siti di social network (come Facebook, Instagram, Twitter) hanno accentuato a livello mondiale gli atteggiamenti e i comportamenti narcisisti, in quanto producono negli individui una sovrastima di sé stessi. La costante necessità di esporre la vita personale tramite i selfie sarebbe un segnale di bassa autostima e insicurezza, che mette in evidenza la necessità di essere accettati dal prossimo.

## Tendenze estreme dei selfie
Da quando il selfie è diventato una moda in tutti i contesti quotidiani sembra che vi sia un’intenzione a creare stupore e ad attirare l’attenzione a qualsiasi costo, oltrepassando tutti i limiti. Negli ultimi anni, la cronaca di tutto il mondo riporta di frequente episodi e accadimenti inerenti proprio l’ossessione dei selfie e gli incidenti, qualche volta anche mortali, che ne derivano.. Questa ossessione contemporanea di fotografarsi in situazioni fuori dal quotidiano (selfie epico, selfie estremo, selfie definitivo…) sarebbe interpretabile come un’estensione del perseguimento/ricerca del sublime.
Sono un esempio gli scatti dalla cima dei grattacieli o in bilico sui tetti delle case o sui binari del treno. Questa tendenza è diffusa soprattutto tra i giovani; il fine è quello di essere ammirati quasi come degli eroi e farsi scattare una fotografia dai propri amici per ottenere molti “Mi piace” sui social network. L'utilizzo dei selfie stick ha ulteriormente aggravato il problema in termini di pericolosità e di disattenzione all’ambiente circostante. 
Un caso particolarmente drammatico si è verificato durante un dirottamento dell'Aereo Egyptair, quando uno degli 81 ostaggi Ben Innes si è fotografato con il dirottatore Seif Eddin Mustafa. Anche in una situazione così drammatica Innes non ha avuto alcuna esitazione a privilegiare il suo esibizionismo, scattandosi una foto sorridente con il dirottatore che indossava una cintura esplosiva (in realtà rivelatasi finta). Quando l’inglese è stato intervistato, diventando quasi una celebrità mondiale, nel momento in cui gli hanno chiesto le motivazioni a fotografarsi ha dichiarato che non aveva nulla da perdere; era un suo modo di affrontare, con positività, una situazione avversa senza mostrare alcun segno di terrore.

## Interventi di prevenzione
Viste le morti e gli incidenti avvenuti il governo russo ha realizzato per la campagna “safe selfie” (selfie al sicuro); si tratta di una guida dettagliata per sconsigliare gli autoscatti in particolari circostanze e situazioni logistiche..

Nel 2015 in Italia al Giffoni Film Festival è stato presentato il cortometraggio “Selfie”, realizzato da tre istituti bresciani in collaborazione con la Polstrada, per sensibilizzare i giovani sulla sicurezza stradale.